# Coincya
Coincya is een Europees geslacht van kruidachtige planten uit de kruisbloemenfamilie (Brassicaceae) met een zestal soorten.
De muurbloemmosterd (C. monensis) is door de mens verspreid en thans ook in België en Nederland te vinden.

## Naamgeving en etymologie
De botanische naam Coincya is een eerbetoon aan de Franse botanicus Auguste-Henri de Coincy (1837-1903).

## Kenmerken
Coincya-soorten zijn eenjarige of meerjarige, kruidachtige planten met een behaarde bloemstengel. De bladeren zijn veerdelig of geveerd.
De bloemen hebben een rechtopstaande kelk en gele of romig-witte kroonblaadjes met paarse nerven. Er zijn geen schutblaadjes.
De vrucht is een smalle, lijnvormige peul met aan de top een kegelvormige snavel.

## Taxonomie
Het geslacht telt een zestal soorten. De typesoort is Coincya rupestris.
- Coincya longirostra (Boiss.) Greuter & Burdet
- Coincya monensis (L.) Greuter & Burdet (Muurbloemmosterd)
- Coincya richeri (Vill.) Greuter & Burdet
- Coincya rupestris Porta & Rigo ex Rouy (1891)
- Coincya transtagana (Cout.) Clem.-Muñoz & Hern.-Berm.
- Coincya wrightii (O.E.Schultz) Stace

## Verspreiding
Het geslacht is verspreid over Europa (voornamelijk Groot-Brittannië, Duitsland, Frankrijk, Spanje en Portugal) en het westen van Noord-Afrika (voornamelijk Marokko).
De drie soorten (C. wrightii, C. cheiranthus en de muurbloemmosterd (C. monensis) zijn endemisch in Groot-Brittannië.
De muurbloemmosterd is door de mens wereldwijd verspreid en vormt vooral in de Verenigde Staten een invasieve soort. Ook in België en Nederland is deze soort, zij het nog zeldzaam, te vinden.
... · 
Alliaria · 
Alyssum (Schildzaad) · 
Arabidopsis · 
Arabis (Scheefkelk) · 
Armoracia · 
Aubrieta · 
Barbarea (Barbarakruid) · 
Berteroa · 
Brassica (Kool) · 
Braya · 
Bunias (Hardvrucht) · 
Cakile · 
Calepina · 
Camelina · 
Capsella (Herderstasje) · 
Cardamine (Veldkers) · 
Cochlearia (Lepelblad) · 
Coincya · 
Conringia · 
Coronopus (Varkenskers) · 
Crambe (Bolletjeskool) · 
Descurainia · 
Diplotaxis (Zandkool) · 
Draba · 
Erophila · 
Eruca · 
Erucastrum · 
Eutrema  · 
Erysimum (Steenraket) · 
Heliophila · 
Hesperis · 
Hirschfeldia · 
Hormathophilla · 
Hornungia · 
Iberis (Scheefbloem) · 
Isatis · 
Lepidium (Kruidkers) · 
Lobularia · 
Lunaria (Judaspenning) · 
Malcolmia · 
Matthiola · 
Neslia · 
Physaria · 
Pringlea · 
Ptilotrichum · 
Raphanus (Radijs) · 
Rapistrum · 
Rorippa (Waterkers) · 
Schouwia · 
Selenia · 
Sinapidendron · 
Sinapis · 
Sisymbrium (Raket) · 
Subularia · 
Teesdalia · 
Thlaspi (Boerenkers) · 
...